# Торецкија Нуова (Латина)
Торецкија Нуова је насеље у Италији у округу Латина, региону Лацио.
Према процени из 2011. у насељу је живело 8 становника. Насеље се налази на надморској висини од 125 м.